# Cremastus paulus
Cremastus paulus är en stekelart som beskrevs av Dasch 1979. Cremastus paulus ingår i släktet Cremastus och familjen brokparasitsteklar. Inga underarter finns listade i Catalogue of Life.